# Romance ruritanienne
 (juillet 2014).
Si vous disposez d'ouvrages ou d'articles de référence ou si vous connaissez des sites web de qualité traitant du thème abordé ici, merci de compléter l'article en donnant les références utiles à sa vérifiabilité et en les liant à la section « Notes et références ».

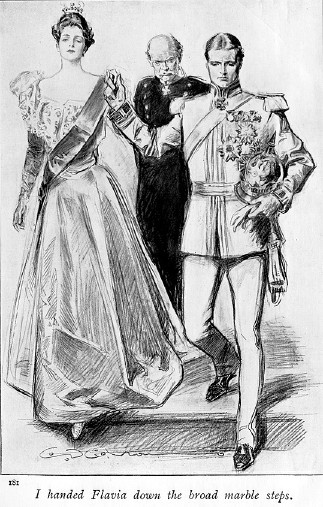
Frontispice du Prisonnier de Zenda, d'Anthony Hope, le prototype de la romance ruritanienne.

Une romance ruritanienne est un genre littéraire créé à la fin du XIXe siècle, qui tire son nom de la Ruritanie, un pays imaginaire créé par Anthony Hope dans son roman Le Prisonnier de Zenda. Il s'agit le plus souvent de romans d'amour et d'aventures ayant pour cadre de petites monarchies perdues dans les montagnes d'Europe centrale. Le genre était en vogue au tournant du XXe siècle avec de notables extensions jusqu'à nos jours, notamment dans la bande dessinée.

## Bases historiques et géographiques
L'action se situe invariablement dans des petits pays germaniques ou balkaniques évoquant les micro-États du Saint-Empire précédant la construction de l'unité allemande, voire le Liechtenstein ou le Luxembourg.
La principauté du Liechtenstein en reste l'archétype : État minuscule, germanique, montagneux, dirigé sur un mode aristocratique et au nom compliqué voire imprononçable.
L'histoire de Louis II de Bavière est une source d'inspiration pour les auteurs : roi romantique, refusant l'évolution du monde qui l'entoure avec une opposition démocratique qui parvient à déposer le roi. Il faut aussi sans doute citer Élisabeth de Wittelsbach dite Sissi, impératrice d'un État bien réel, mais à la vie romantique qui influença de nombreux auteurs.
Le terme péjoratif de « Royaume d'opérette » définit assez précisément ses caractéristiques politiques. Il vient probablement de La Grande-duchesse de Gérolstein, l'opéra-bouffe d'Offenbach.

## Caractères récurrents
Les auteurs insistent souvent sur la rusticité des habitants, leur mode de vie pittoresque et archaïque. Le plus souvent, une partie de la population reste fidèle au régime politique traditionnel tandis qu'une opposition démocratique représente souvent une menace à la survivance d'un monde ancien, monarchique et idéalisé, voire anachronique (Prince Othon, Le Roi des Zôtres, QRN sur Bretzelburg).
La petite taille de l'État est un atout évident pour tous les aventuriers cherchant à devenir premier ministre (voire roi pour les plus ambitieux) (Prince Othon, Le Roi des Zôtres, QRN sur Bretzelburg).
La proximité du pouvoir due à un protocole réduit permet souvent à un héros audacieux ou imprudent d'entrer directement en contact avec le souverain et d'en devenir un ami proche (Duck Soup, Le Prisonnier de Zenda, Le Sceptre d'Ottokar, QRN sur Bretzelburg). La solitude du souverain le rend souvent favorable à un tel rapprochement (Le Prisonnier de Zenda, Le Sceptre d'Ottokar, QRN sur Bretzelburg).
Un État jumeau de même taille est souvent un rival dangereux, gouverné par des militaires belliqueux (QRN sur Bretzelburg, Le Sceptre d'Ottokar) ou au contraire une proie facile (Prince Othon).
Un héros appartenant au monde occidental est souvent le lien nous faisant découvrir ce pays mal connu (Le Roi des Zôtres, QRN sur Bretzelburg, Le Sceptre d'Ottokar). Il arrive que ce héros découvre qu'il est le souverain de cet État (Le Roi des Zôtres).

## Histoire du genre
La Grande-duchesse de Gérolstein, l'opéra-bouffe d'Offenbach, date de 1867 et contient déjà quelques-uns des standards du genre, à commencer par un petit État belliqueux, en même temps qu'un peu ridicule. Pourtant, l'action, censée se dérouler vers 1720, précède largement l'époque contemporaine de l'auteur, alors qu'un des éléments importants de la romance ruritanienne est le goût des Occidentaux pour cette catégorie de petits États anachroniques — sentiment très répandu à la période romantique.
La première œuvre créant véritablement le genre est le roman d'aventures Prince Othon de Robert Louis Stevenson, publié en 1885. Le prince règne sur l'État du Grunewald, en conflit avec son petit voisin, le duché de Gerolstein, reprenant comme un hommage le nom de l'opéra d'Offenbach. Prince Othon est pourtant considérée comme une œuvre mineure de Stevenson.
L'écrivain britannique Anthony Hope installe le genre avec Le Prisonnier de Zenda, autre roman d'aventures publié en 1894, qui obtient rapidement un grand succès et donne lieu à quantité d'imitations, dont les plus connues sont celles de l'écrivain américain George Barr McCutcheon prenant place dans la principauté de Graustark. McCutcheon introduit un élément supplémentaire dans son roman : le héros est un Américain pure souche qui triomphe des obstacles pour épouser la belle princesse. L'expression « romance graustarkienne » est parfois utilisée comme synonyme de « romance ruritanienne ».
Le succès du Prisonnier de Zenda conduit à l'écriture de nombreux autres livres sur le même thème. En 1906, on estime que plus de cent ont déjà été écrites.
Parmi les auteurs qui pimentent leurs oeuvres d'une pincée de romance ruritanienne, on trouve notamment Arthur Conan Doyle : Son héros récurrent, le détective Sherlock Holmes intervient dans des affaires sensibles impliquant d'obscures principautés d'Europe centrale d'avant l'unification allemande impulsée par Bismarck, qui ont une grande importance pour la diplomatie continentale de l'Empire britannique, à l'époque Victorienne (Le mari de la reine Victoria était un duc de la famille de Saxe Cobourg Gotha ) .
C'est souvent à la demande de son frère Mycroft, pilier puissant autant que discret de la diplomatie secrète britannique, que le célèbre détective intervient dans les affaires diplomatiques des principautés allemandes , souvent sur fond d'espionnage militaire (Les plans du Bruce Partington ) ou de scandale dynastique (Un scandale en Bohême)
Le roman d'Agatha Christie de 1933 Le secret de Chimneys, contient des éléments de romance ruritanienne, avec l'histoire de la Herzoslovaquie, petit état balkanique imaginaire, qui vient influencer l'intrigue principale située en Angleterre.
Après la Seconde Guerre mondiale, les romances ruritaniennes s'inspirent de la Guerre froide et les États sont sous l'influence de grandes puissances.

## Quelques exemples

### Théâtre
- 1867 : La Grande-duchesse de Gérolstein d'Offenbach (grand-duché de Gerolstein)

### Romans
- 1885 : Prince Othon de Robert Louis Stevenson (principauté de Grunewald et duché de Gerolstein)
- 1894 : Le Prisonnier de Zenda d'Anthony Hope (royaume de Ruritanie)
- 1901 : Graustark: The Story of a Love Behind a Throne de George Barr McCutcheon (principauté de Graustark)
- 1901-1909 : Cycle des Compagnons de l'Étoile Noire de René d'Anjou (Royaumes d'Alaxa et de Kouranie)
- 1915 : The Lost Prince de Frances Hodgson Burnett (Samavia)
- 1918 : Kœnigsmark de Pierre Benoit (principauté de Lautenburg-Detmolt)
- 1936 : Frontière des ténèbres d'Eric Ambler (Ixania)
- 1937 : Roi malgré lui d'Edgar Rice Burroughs (Luthénie)
- 1939 : Le prince Éric de Serge Dalens (principauté de Swedenborg)
- 1955 : La souris qui rugissait de Leonard Wibberley (duché du Grand Fenwick)
- 1993 : Sept cavaliers quittèrent la ville au crépuscule par la porte de l'Ouest qui n'était plus gardée de Jean Raspail
- 1994 : The Tin Princess de Philip Pullman (Razkavie)
- 2018 : Le renard et la couronne de Yann Fastier
- 2019 : Le Continent de la douceur d'Aurélien Bellanger (royaume du Karst)[4]

### Cinéma
- 1913 : Le Prisonnier de Zenda de Hugh Ford et Edwin S. Porter
- 1922 : Le Prisonnier de Zenda de Rex Ingram
- 1933 : La Soupe au canard des Marx Brothers (Freedonia, en guerre avec son voisin Sylvania)
- 1937 : Le Prisonnier de Zenda de John Cromwell
- 1952 : Le Prisonnier de Zenda de Richard Thorpe
- 1953 : Le Roi et l'Oiseau de Paul Grimault
- 1959 : La Souris qui rugissait de Jack Arnold
- 1964 : La Souris sur la Lune de Richard Lester
- 1979 : Le Prisonnier de Zenda de Richard Quine
- 1979 : Le Château de Cagliostro d' Hayao Miyazaki
- 2014 : The Grand Budapest Hotel de Wes Anderson

### Bande dessinée
- 1937 : Mickey et le roi de Medioka de Floyd Gottfredson (Medioka)
- 1938 : Le Sceptre d'Ottokar d'Hergé (Syldavie et son voisin la Bordurie)
- 1956 : Mickey et le mystère de Tap Yocca VI de Romano Scarpa (Zanzanie)
- 1957 : Chlorophylle et les croquillards de Raymond Macherot (Coquefredouille)
- 1959 : La Bouteille à la mer de Jean-Michel Charlier et MiTacq (Esturie et son voisin le Westlande)
- 1964 : La Couronne cachée de Jean-Michel Charlier et MiTacq
- 1966 : QRN sur Bretzelburg de Franquin et Greg (royaume du Bretzelburg et son voisin la principauté du Maquebasta)
- 1976 : Barelli et Le Seigneur de Gonobutz de Bob de Moor (Rocca-Negro)
- 1977 : Le Roi des Zôtres de Greg (royaume du Zôtrland)
- 1987 : Mickey Mouse : Fugue pour un violon de Paul Halas, Dave Angus et Antoni Bancells Pujadas (Salbourg)
- 2010 : Son Altesse Honesty de Christian Denayer et Jean Van Hamme
- 2013 : Acca 13 - Brigade de contre espionnage de Natsume Ono (Royaume de Dowa)

### Dessins animés
- 1983 : Inspecteur Gadget épisode 45 - Le Prince des gitans (Romanovie)
- 1994 : Mort & Phil épisode 1 - Le Sulfate atomique (République de Tyranie)

### Jeux vidéo
- Univers de The Legend of Zelda[1]